# Martin Luthers Testamente
Von dem Reformator Martin Luther (1483–1546) sind zwei Testamente überliefert.

## Testament 1537
Ein erstes, theologisches Testament entstand anlässlich einer schweren Erkrankung Luthers am 28. Februar 1537 in Gotha. In Erwartung seines Todes legte er vor Johannes Bugenhagen die Beichte ab und empfing die Absolution. Den wesentlichen Inhalt schrieb Bugenhagen auf Wunsch des Kurfürsten Johann Friedrich am 9. April 1537 aus dem Gedächtnis nieder. Diese Niederschrift in lateinischer Sprache mit deutschen Einsprengseln befindet sich heute im Thüringischen Hauptstaatsarchiv in Weimar. Im Anhang findet sich eine deutsche Übersetzung. Eine Abschrift dieser Übersetzung findet sich wiederum in der Forschungsbibliothek Gotha im Nachlass des Jenaer Theologen Johann Gerhard (1582–1637).
Luther bekräftigt darin, „daß ich recht getan, daß ich das Papsttum gestormet habe mit Gotts Wort“. Er bittet Philipp Melanchthon, Justus Jonas und Caspar Cruciger um Verzeihung und tröstet und dankt seiner Frau Käthe. An den Kurfürsten von Sachsen und an Landgraf Philipp von Hessen gerichtet verteidigt er deren Konfiskation von Kirchengut, weil sie es zu religiösen Zwecken und im Geist des Evangeliums verwendeten. Er ermutigt sie, auch wenn sie in mancher Hinsicht Sünder seien, nicht in die Blasphemien des Papsttums zurückzufallen. Sollte er weiterleben, werde er das „römische Untier“ („bestiam illam Romanam“) noch schärfer angreifen. Zum Schluss empfiehlt er seine Seele in die Hände Gottes des Vaters und des Herrn Jesus Christus, „den ich verkündigt und auf Erden bekannt habe“ („quem praedicavi et super terram confessus sum“).

## Testament 1542
Ein zweites, persönliches Testament verfasste Luther anlässlich von Gesundheitsproblemen 1542 in Wittenberg, es verfügt über seinen Nachlass. Bezeugt wurde es von Philipp Melanchthon, Caspar Cruciger und Johannes Bugenhagen. Darin bestätigt er seiner Frau Katharina mit sehr persönlichen Begründungen das Leibgedinge, das er ihr im Ehevertrag von 1525 zugesichert hatte.
Dieses Dokument blieb bis 1759 im Besitz der Familie Luther und gelangte nach dem Tode des letzten männlichen Nachkommen Luthers Martin Gottlob Luther an den Theologen Samuel Benedict Carpzov (1647–1707). Nach dem Tod von dessen Urgroßneffen gelangte es 1804 auf eine Auktion in Helmstedt. Dort erwarb es der ungarische Sammler Miklós Jankovich. 1832 schenkte es dieser der Evangelisch-Lutherischen Kirche in Ungarn, in deren Museum und Archiv in Budapest es heute aufbewahrt wird.